# Phasidia contraria
Phasidia contraria är en fjärilsart som beskrevs av Walker 1864. Phasidia contraria ingår i släktet Phasidia och familjen nattflyn. Inga underarter finns listade i Catalogue of Life.